# Fernanda Valadez
Pour les articles homonymes, voir Valadez.
Fernanda Valadez, née le 22 août 1981 au Guanajuato (Mexique), est une réalisatrice et scénariste mexicaine.

## Biographie
Fernanda Valadez est diplômée du  Centro de Capacitación Cinematográfica.
Son premier film en tant que réalisatrice, Sans signe particulier, a obtenu la bourse Jóvenes Creadores [Jeunes Créateurs] du Fonds national pour la culture et les arts (FONCA) et a été financé par FOPROCINE.

## Filmographie partielle

### Comme réalisatrice, scénariste et monteuse

#### Au cinéma
- 2010 :  De este mundo  (court métrage)
- 2014 :  400 Maletas  (court métrage)
- 2020 :  Sans signe particulier (Sin señas particulares)
- 2024 : Hijo de Sicario (Sujo)

## Récompenses et distinctions
- Sans signe particulier (Sin señas particulares) : 
  - Prix du public et du Meilleur scénario dans la section World Dramatic Competition du Festival de Sundance.
  - Prix Horizontes Latinos et Prix de la Coopération Espagnole au Festival du film de Saint-Sébastien[4],[5].
  - 2021 : Nommé et lauréat de l'Ariel du meilleur réalisateur[6],[7].
- 400 Maletas : 
  - 2013 : Sélection pour le Studio de Montage à la Berlinale Talents
  - 2015 : Nommé pour l'Ariel du meilleur court métrage de fiction
  - 2015 : Nommé pour l'Oscar étudiant dans la catégorie étrangère[8],[9],[10].
- De este mundo : 
  - Prix du meilleur court-métrage au Festival de Cinéma de Guanajuato
  - Prix de la Caméra Nationale de l'Industrie Cinématographique.

- (en) Fernanda Valadez: Awards, sur l'Internet Movie Database